# Georgi Vangelov
Georgi Vangelov (Radnevo, 29 luglio 1993) è un lottatore bulgaro specializzato nella lotta libera.

## Biografia
Agli europei di Riga 2016 ha guadagnato il bronzo nel torneo dei -57 kg, battendo il bielorusso Asadulla Lachinau nell'incontro decisivo per le medaglie.
Alla Coppa del mondo individuale di Belgrado 2020, competizione che ha rimpiazzato il campionato mondiale, annullato a causa insorgere dell'emergenza sanitaria conseguente alla pandemia di COVID-19, ha vinto la medaglia di bronzo, superando il tagiko Muhammad Ikromov nella finale per il gradino più basso del podio dei -61 kg.
Si è qualificato ai Giochi olimpici estivi grazie al scecondo posto nei 57 kg del Torneo europeo di qualificazione olimpica disputato a Budapest.
Ha rappresentato la Bulgaria ai Giochi olimpici estivi di Tokyo 2020, dove si è classificato al quinto posto nel torneo dei 57 kg.
Agli europei di Budapest 2022 è stato estromesso dal tabellone principale del torneo dei 61 kg in semifinale per mano del turco Süleyman Atlı ed ha vinto il bronzo dato che l'ungherese Gamzatgadzsi Halidov designato a sfidarlo nella finale dei ripescaggi si è ritirato dal torneo.

## Palmarès
| Anno | Manifestazione  | Sede      | Evento | Risultato | Note |
| ---- | --------------- | --------- | ------ | --------- | ---- |
| 2010 | Europei cadetti | Sarajevo  | 46 kg  | Oro       |      |
| 2011 | Mondiali junior | Bucarest  | 50 kg  | Argento   |      |
| 2012 | Europei junior  | Zagabria  | 55 kg  | 11º       |      |
| 2012 | Mondiali junior | Pattaya   | 55 kg  | 30º       |      |
| 2013 | Europei         | Tbilisi   | 55 kg  | 9º        |      |
| 2013 | Europei junior  | Skopje    | 60 kg  | Bronzo    |      |
| 2013 | Mondiali junior | Sofia     | 55 kg  | 5º        |      |
| 2014 | Europei         | Vantaa    | 57 kg  | 9º        |      |
| 2015 | Europei U23     | Wałbrzych | 57 kg  | Argento   |      |
| 2015 | Mondiali        | Las Vegas | 57 kg  | 8º        |      |
| 2016 | Europei         | Riga      | 57 kg  | Bronzo    |      |
| 2019 | Europei         | Bucarest  | 57 kg  | 5º        |      |
| 2019 | Giochi europei  | Minsk     | 57 kg  | 5º        |      |
| 2020 | Europei         | Roma      | 57 kg  | 20º       |      |
| 2021 | Europei         | Varsavia  | 61 kg  | 5º        |      |
| 2021 | Giochi olimpici | Tokyo     | 57 kg  | 5º        |      |
| 2021 | Mondiali        | Oslo      | 61 kg  | 7º        |      |
| 2022 | Europei         | Budapest  | 61 kg  | Bronzo    |      |

## Altre competizioni internazionali
2020
- Bronzo nei 61 kg nella Coppa del mondo individuale ( Belgrado)

2021
- Argento nei 57 kg nel Torneo europeo di qualificazione olimpica ( Budapest)